# IC 5269C
IC 5269C је спирална галаксија у сазвјежђу Јужна риба која се налази на листи објеката дубоког неба у Индекс каталогу.
Деклинација објекта је - 35° 22' 11" а ректасцензија 23h 0m 48,2s. Привидна величина (магнитуда) објекта IC 5269 износи 13,5 а фотографска магнитуда 14,2. IC 5269C је још познат и под ознакама ESO 406-41, MCG -6-50-23, AM 2258-353, PGC 70253.